# كيج ذا إيلفنت
كيج ذا إيلفنت أو كيج ذا إلفنت (بالإنجليزية: cage the elephant)‏ وتعنى بالعربية ضع الفيل بالقفص أو حاصر الفيل هي فرقة روك أمريكية تأسست في عام 2006 في مدينة بولينغ غرين، كنتاكي، انتقلوا بعدها إلى لندن، إنجلترا في عام 2008 قبل إصدار ألبومهم الأول.
تتكون الفرقة حاليًا من المغني الرئيسي مات شولتز وعازف الجيتار الإيقاعي براد شولتز وعازف الجيتار الرئيسي نايك بوكرث وعازف الجيتار والبيانو ماثن مينستر وعازف جيتار البيس دانيال تيكنر وعازف الطبول جارد تشامبيون. أدى لينكولن باريش مع الفرقة كعازف الجيتار الرئيسي من بداية في عام 2006 إلى ديسمبر، 2013 حيث غادر على وفاق جيدة مع الأعضاء ليتابع مسيرته الفنية في الإنتاج.
أصدرت الفرقة ألبومها الأول كيج ذا إيلفنت في 2008 حيث حققت نجاح ساحق وأُذيعت العديد من أغاني الألبوم الفردية في الراديو مما أدى الفرقة إلى اكتساب جمهورًا في كلا من الولايات المتحدة والمملكة المتحدة. استوحى الألبوم من الروك الكلاسيكية والفانك وموسيقى البلوز.
ألبوم الفرقة الثاني ثانكيو، هابي بيرثداي كان مستوحى بشدة من البانك روك وبعض فرق الروك الناجحة كالبيكسيز ونيرفانا. بينما كان الألبوم الثالث ميلوفوبيا محط تركيز جهود الفرقة ليجدوا هويتهم الموسيقية المتميزة. الألبوم الرابع لكيج ذا إيلفنت، تيل مي ام برتي والذي أنتجه المنتج دان أورباخ صدر بتاريخ 18 ديسمبر 2015. كما أصدرت الفرقة البوم انبيلد ببث مباشر في 28 جولاي 2017. وأُصدر ألبومهم الخامس سوشال كيوز في 19 أبريل 2019.
فازوا بجائزة الغرامي لأفضل ألبوم روك مرتين، في عام 2017 بألبوم تيل مي ام برتي وفي عام 2020 بألبوم سوشال كيوز.

## مسيرتهم السابقة
كان يعمل مات شولتز سباك في أعمال البناء قبل ان يكون عضوًا في كيج ذا إيلفنت. وصرح في مقابلة مع مدونة روك ات اوت لمجلة كانسكونس أوف ساوند بأنه شعر بانه ان لم يستقيل من تلك الوظيفة حينها لأمضى بقية حياته عالقًا يعمل فيها. اشتغل بعدها في محل للساندويتش مع براد شولتز والذي قد اشتغل سابقًا في التسويق عبر الهاتف. دانيل تيكنور كان يعمل في لويز بينما كان جارد تشامبيون يعمل في متجر للحيوانات الأليفة.
نايك بوكرث كان عضوًا في فرقة نايكوز قون وعزف البيس سابقًا مع فرقة مورنينق تيلبورتيشن، حيث تعرفوا عليه كيج ذا إيلفنت من خلال صداقتهم مع مورنينق تيلبورتيشن. اما ماثن مينستر فقد أسس فرقة تدعى يورز في 2010

## السنوات الأولى وألبوم كيج ذا إيلفنت (2012-2011)

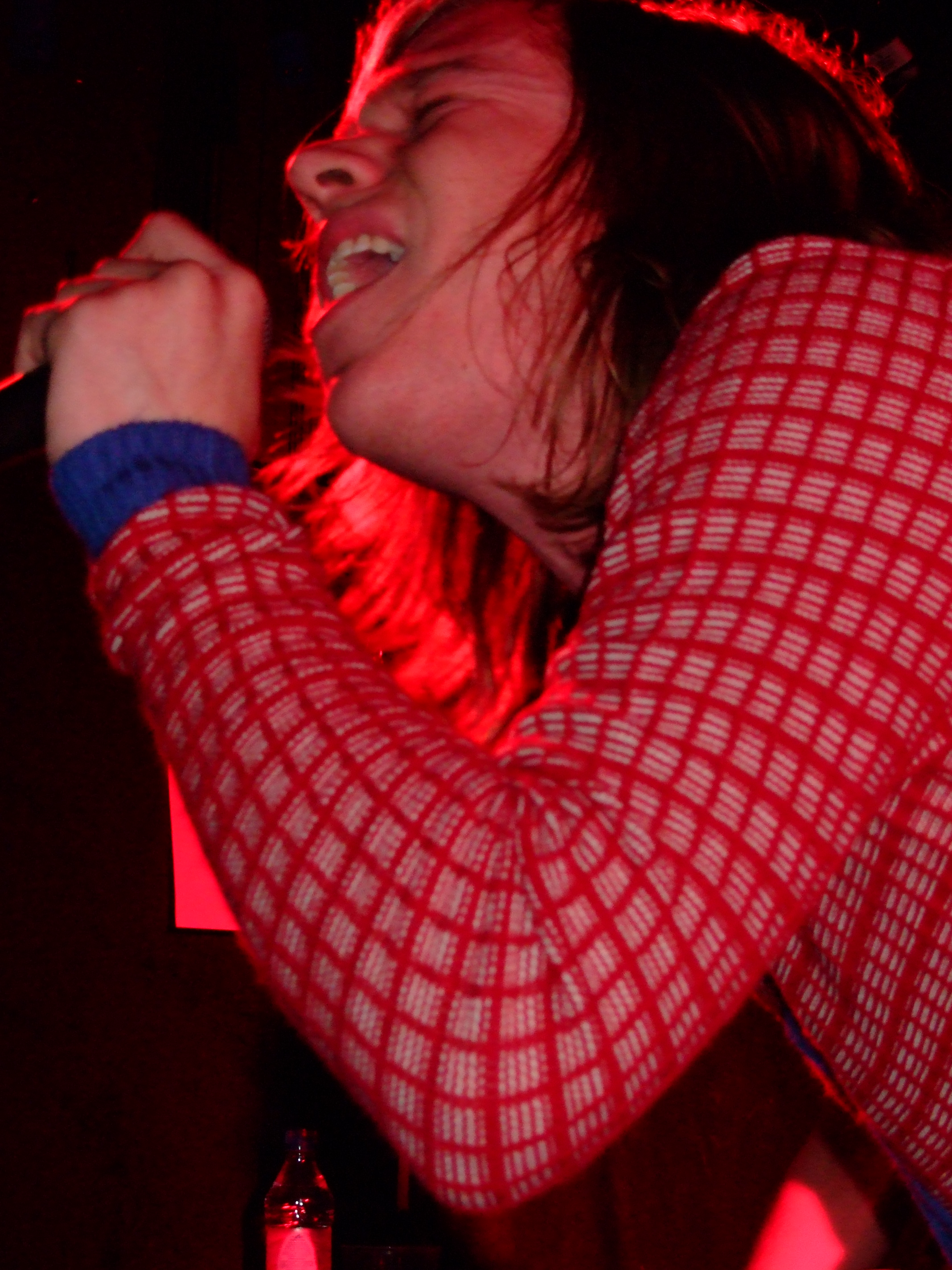
أداء مات شولتز في ذا بارفلاي في لندن، إنجلترا 2008

وقعت الفرقة مع شركة الإنتاج ريلينتليس ريكوردز بعد عرضهم في المهرجان الموسيقي ساوث باي ساوث واست في 2007. أول جولة موسيقية لهم كانت لتقديم الدعم لفرقة كوينز اوف ذا ستون ايج في كندا، انتقلوا بعدها إلى لندن، إنجلترا إلى منطقة ليتون في ضواحي المدينة. كان لينكولن باريش بعمر السادسة عشر فقط بذلك الوقت لذا اضطر والديه توقيع عقد نقل وصاية أبوية للفرقة لكي يستطيع التنقل معهم.
ظهرت في عام 2008 في البرنامج البريطاني الشهير ليتر.... مع جولز هولاند بجانب كولد بلاي وسيا وغلين كامبل وجون ميلنكامب وامي لاڤير (والذين كانوا جميعهم بمثابة جمهور للفرقة). أصدرت ألبومها الأول بأسم كيج ذا إيلفنت في 23 يونيو 2008 في المملكة المتحدة وبتاريخ 21 أبريل 2009 في كلٌ من الولايات المتحدة الأمريكية واليابان وأستراليا وكندا وحصل الألبوم على أغلب ردود الفعل الإيجابية.
أغنيتهم المنفردة «اينت نو رسيت فور ذا ويكد» حصلت على المرتبة ال32 في مخططات الأغاني الفردية في المملكة المتحدة وظهرت في لعبة الفيديو بوردرلاينز لشركة غيربوكس سوفتوير كما ظهرت أيضًا في فيلم صائد الجوائز عام 2010 وأُذيعت في آيتونز كالأغنية المجانية للأسبوع في 12 أبريل 2009.
أدّوا كيج ذا إيلفنت كفرقة داعمة لكلًا من فرقة ذا بيجون ديتكتفز في جولتهم الموسيقية في أوائل 2008 وسيلفرسون بيكابز ومانشستر اوركسترا في 2009. وظهرت في برنامج الجميع يحب ليل كريس في أكتوبر 2008. كما ظهرت الفرقة في محطة تلفزيون وطنية في برنامج العرض المتأخر مع ديفيد ليترمان وأدوا أغنيتهم الشهيرة «اينت نو ريست فور ذا ويكد» في يوليو 2009. كما غنوا في المهرجان الموسيقي لولابلوزا للمرة الأولى في أغسطس 2009 في شيكاغو وكذلك في مهرجان الفن وموسيقى الأراضي الخارجية في سان فرانسيسكو في 30 أغسطس 2009. كما أدوا مرتين في مهرجان بونارو الموسيقي مره في يوليو 2007 والأخرى في 2009 قبل عودتهم لمهرجان لولابلوزا الموسيقي.
أصدرت أغنيتهم المنفردة «باك اقينست ذا وال» والتي أُلحقت لاحقًا في لعبة وي تدعى وي تشير وي تشير2.

## ثانكيو، هابي بيرثداي (12-2011)

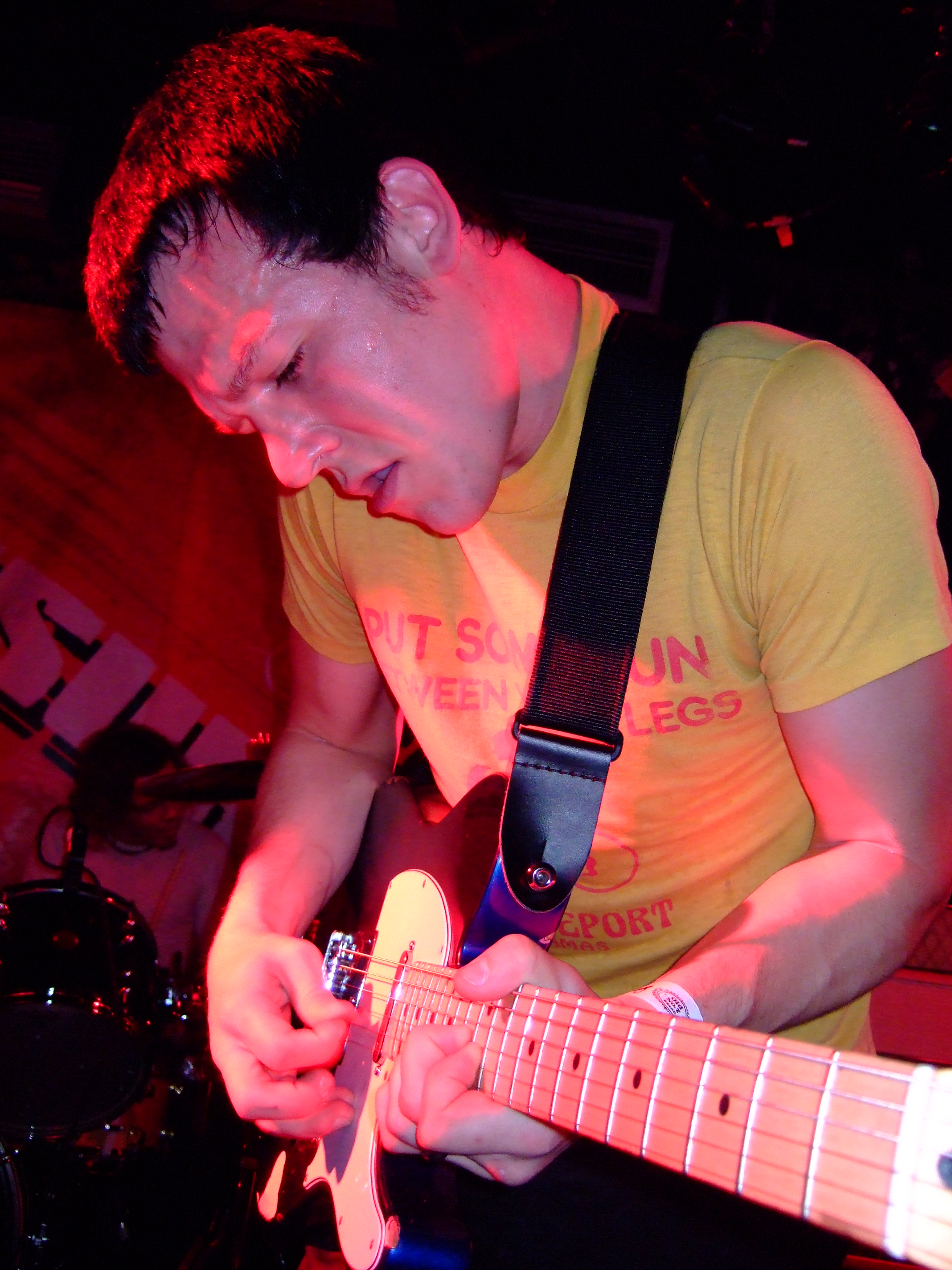
مات شولتز في ذا بارفلاي 2008

أُصدر ألبوم الفرقة الثاني ثانكيو هابي بيرثداي في يناير 2011 وباع 39000 نسخة خلال الأسبوع الأول في الولايات المتحدة وترسم في المركز الثاني في قائمة بيلبورد 200 بعد ان خسر المركز الأول لفرقة كيكز بألبومهم شو روم اوف كومباشن. كما تلقى ألبوم ثانكيو، هابي بيرثداي المديح من أغلب النقاد.
روجت الفرقة للألبوم طوال السنة عن طريق أدائهم المباشر لأغاني الألبوم. كما ظهرت في مختلف البرامج التليفزيونية كالعرض المتأخر من ديفيد ليترمان وعرض الليله مع جاي لينو وأدوا أيضًا في المهرجانات الموسيقية كالكوتشيلا وجلاستونبيري وأدوا كيج ذا إيلفنت في 6 أغسطس 2011 في كنساس سبيداوي للذكرى السنوية الأولى لمهرجان كانروكساس الموسيقي. وقدمت الفرقة في الجزء الثاني من السنة عروضًا داعمة مع فرقة ذا فو فايترز والذين كانوا بجولة موسيقية لترويج ألبومهم الجديد وايستنق لايت.
في شهر أكتوبر انفجرت الزائدة الدودية لعازف الطبول جاريد تشامبيون مما دعى إلى التدخل الطبي العاجل، وفي حين كان تشامبرز يتعافى بالمستشفى حل مكانه مؤقتًا قائد فرقة فو فايترز وعازف الطبول سابقًا لفرقة نيرفانا ديف غرول.
ترشحت أغنية الفرقة الضاربة «شيك مي داون» في جوائز ام تي في للأغاني المصورة لأفضل فيديو روك في سبتمبر 2011.
ازدادت شعبية الفرقة كثيرًا خلال 2011 وعلى الرغم من انهم تأسسوا في سنة ال2000 إلا ان الفرقة تصدرت المركز الأول في مجلة رولينق ستون بلقب أفضل فنان جديد ب2011 من خلال استطلاع القراء،
وحلت فرقة سليبر ايجنت في المركز الثاني والتي هي أيضا من بولينج جرين وتجمعهم صداقة قديمة مع فرقة كيج ذا إيلفنت، كما صنفت المجلة البوم ثاميكو هابي بيرثداي كأفضل خامس عشر ألبوم في السنة وفي تلك السنة كيج ذا إيلفنت ومانشستر اوركسترا شاركوا في جولة مشتركة مع فرقة سليبر ايجنت كالفرق الافتتاحية لجولتهم الموسيقية.
أصدرت كيج ذا إيلفنت في يناير 2012 النسخة المباشرة من الألبوم التي سجلتها في مسرح ذا فيك في شيكاغو خلال جولتهم الموسيقية في 2011 وكذلك جولتهم في مهرجان بيغ داي اوت.

## ميلوفوبيا (15-2013)

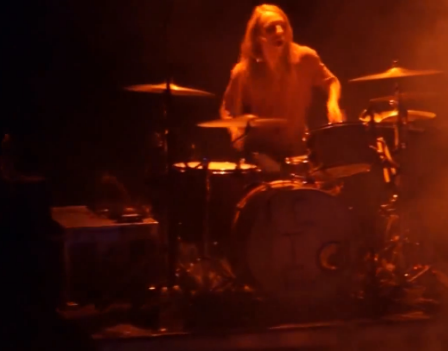
الموسيقي كايل ديفيز في الجولات السابقة في كولومبوس، أوهايو في ديسمبر 2014

تجمعوا أعضاء كيج ذا إيلفنت في الاستديو مجددًا ليسجلوا ألبومهم الثالث ميلوفوبيا (الرهاب من الموسيقى) ونشرت إعلان الأغنية الرئيسية «كوم ا ليتل كلوزر» عبر قناتهم على اليوتيوب في 1 أغسطس 2013 وعُرضت الأغنية بالكامل في 8 أغسطس 2013 ونزلت في الايتونز للشراء في 13 أغسطس كما كشف مات شولتز في مقابلة مع اي هارت راديو خلال مهرجان لولابلوزا 2013 اسم الأغنية الرئيسية للألبوم القادم.
أُصدر ألبوم ميلوفوبيا في 8 أكتوبر 2013 ليحصد العديد من المراجعات الإيجابية. كما صرح مات شولتز في مقابلته مع بيلبورد بأن «ميلوفوبيا لا تعني بالضرورة الرُهاب من الموسيقى بل هي الخوف من تأليف موسيقى تحت ادعاءات مزيفة أو الكتابة لإرضاء معايير المجتمع... المحاولة بأن تبدو كفنان أو شاعري أو مثقف بدًلا من محاولة إيصال فكرة صادقة أو مشاعرك وقصتك الحقيقية»
أُصدرت أغنيتي «تيك ات أور ليف ات» و«سيجرتز دايدريم» في 24 مارس 2014 و 26 أغسطس 2014 على التوالي. وفي خريف 2013 أدوا كيج ذا إيلفنت في جولات فرقة ميوز كالعرض الافتتاحي.
عرضت الفرقة جميع أغاني ألبوم ميلوفوبيا في ساوندشيك ناشڤايل أمام جمهور مُقرب مكون من عائلتهم وأصدقائهم في 24 أغسطس 2013 كما أدت الفرقة اغنيتي «سبايدرهيد» و «كوم ا لتل كلوزر» في محطة لوس انجلوس الإذاعية ”كيروك“. ترك لينكولن باريش الفرقة في بدايات ديسمبر 2013 ليركز على شركة إنتاجه TalkBoxRodeo@ حيث صرح باريش في مقابلة ”أردت أن أصبح مُنتج قبل أية شيء آخر لكن حينها زادت شعبية كيج ذا إيلفنت فجأة وتجاوزت توقعاتنا جميعًا“. وحل مكان باريش عازف الجيتار ميك بوكرث ليصبح هو عازف الجيتار الرئيسي في برنامج مباشر مع جيمي كيمل في 9 ديسمبر وبعض العروض اللاحقة. استمرت جولة ميلوفوبيا في 2014 متضمنة حضورهم في مهرجان لولابلوزا الموسيقي في 3 أغسطس كما أدوا مع فرقة ذا بلاك كيز في جولتهم ترن بلو ومن ثم مع فولز في جولتهم في 2014 بالولايات المتحدة والمملكة المتحدة. وهب حظي براد شولتز وزوجته ليندسي بطفل أسموه ايتا قريس في أغسطس 2013 كما حظي ايضًا جاريد تشامبيون وحبيبته اليشا بطفلتهما الأولى روزلين في 12 نوفمبر 2014 حينها حل مكانه كايل ديفس خلال جولة ديسمبر 2014 لأن تشامبيون أراد بأن يقضي بعضً من الوقت مع عائلته.

## تيل مي إم برتي (17-2015)
أصدرت كيج ذا إيلفنت ألبومهم الرابع تيل مي ام برتي في 18 ديسمبر 2015 بإنتاج عضو ذا بلاك كيز دان أورباخ. صرحت الفرقة بأنهم أرادوا فحسب تجربة اصوات جديدة "عندما تبدأ بتجربة الأصوات وتخرج قليلًا عن الموسيقى والألحان المتعارف عليها أعتقد بأن الناس سوف يرون ذلك كإبداع هلوسي “ وصل هذا المشروع أو التجربة إلى أبعد من أغلب أعمالهم المعتادة.
أدت الفرقة أول أغنية فردية للألبوم «ميس اراوند» للمرة الأولى في 29 أكتوبر 2015 وغردت الفرقة في تويتر بأن الأغنية مستوحاة من كلا الفرقتين اوتكاست وذا بلاك كيز. لاحقًا أصدرت الفرقة أغنية الألبوم الثانية ”تربل“ ومن ثم أصدرت أغنية ”تو ليت تو ساي غودباي“ لترويج الألبوم أكثر قبل إصداره كاملًا.
المرأة التي على غلاف الألبوم هي عارضة الأزياء ريتشل سكايز، قال مات شولتز المغني الرئيسي للفرقة في مقابلة ” عندما نظرت اليها هي لم تكن فقط جميلة للغاية بل كانت تمتلك ايضًا إحساسًا بأنها قد عاشت طعمًا من الحياة المرة بطريقة مماثلة لحياتي" وأكمل قائلًا بأنها كانت تبدو وكأنها متأثرة عاطفيًا بشيء ما وكان مسرورًا برؤية كيف كانت تتصرف في الحياة الواقعية عندما لم تكن تُصور أو أمام الكاميرا.
فاز الألبوم بأول جائزة غرامي للفرقة.

## سوشال كيوز (إلى الآن - 2018)
أعلنت الفرقة في تويتر بأنهم انتهوا من تسجيل وإنهاء الألبوم بتاريخ 26 نوفمبر 2018 وفي تاريخ 7 يناير 2019 أصدرت عينة من الأغنية الرئيسية ”ريدي تو ليت قو“ عبر قصة حسابهم في الانستغرام، لاحقًا في 31 يناير أصدرت الفرقة ”ريدي تو ليت قو“ رسميًا وهي أول أغنية منفردة من الألبوم الجديد.
أُصدر ألبوم ”سوشال كيوز“ في 19 أبريل 2019 عن طريق تسجيلات آر سي إيه كما نُشر الفيديو الموسيقي لأغنية ”ريدي تو ليت قو“ والذي كان من إخراج مات شولتز في ال31 من يناير.
أعلنوا كيج ذا إيلفنت في صيف 2019 عن جولتهم المشتركة مع المُغني والمُلحن بيك والذي شارك ايضًا في أحد أغاني الألبوم ”نايت رنينغ“
وفي 23 سبتمبر أعلنت الفرقة عن مواعيد جولتهم الموسيقية لأوائل عام 2020 في المملكة المتحدة وأوروبا حيث تضمنت الفرق الفرعية والداعمة للجولة بوست انيمل في المملكة المتحدة وسومرز لما تبقى من الجولة في أوروبا.
أصدرت كيج ذا إيلفنت في 24 أكتوبر الفيديو الموسيقي لأغنية ”سوشال كيوز“ من ألبومهم سوشال كيوز حيث صُوّر في برنامج فيش سينتر لايف على قناة ادلت سويم في اتلانتا، جورجيا بإخراج مات شولتز.
أعلنت الفرقة عبر تويتر بأنهم سيصدرون موسيقى تجريبية جديدة في منتصف شهر يونيو في 2020
فاز الألبوم بثاني جائزة غرامي لأفضل ألبوم روك للفرقة في حفل جوائز "غرامي" السنوية ال62.

## الأعضاء
الحاليون
- جاريد تشامبيون - طبول، قرع (2006 - إلى الآن)
- براد شولتز - جيتار إيقاعي، لوح بيانو (2006 - إلى الآن)
- مات شولتز - مغني الرئيسي - جيتار إيقاعي (2006 - إلى الآن)
- دانيل تيكنور - بيس، مغني مساعد (2006 - إلى الآن)
- ميك بوكرث - عازف جيتار رئيسي، لوح بيانو، مغني مساعد (2007 - إلى الآن: عضو في الجولات الموسيقية 2013-2017)
- ماثن مينستر - بيانو، لوح بيانو، جيتار ايقاعي، مغني داعم (2007 - إلى الآن: عضو في الجولات الموسيقية 2013-2017)

الأعضاء السابقين
لينكولن باريش - عازف جيتار رئيسي، جيتار إيقاعي، لوح بيانو (2006 - 2013)
الموسيقيين المساعدين في الجولات
ديف غرول - طبول (2011)
جو تيكنور-جيتار ايقاعي (2013-2014)
كايل ديفس - طبول (2014)
المخطط الزمني بالإنجليزية

## ألبومات الإستديو
- كيج ذا إيلفنت (2008)
- ثانكيو، هابي بيرثداي (2011)
- ميلوفوبيا (2013)
- تيل مي ام برتي (2015)
- سوشال كيوز (2019)

## روابط خارجية
- كيج ذا إيلفنت على موقع IMDb (الإنجليزية)
- كيج ذا إيلفنت على موقع ميوزك برينز (الإنجليزية)
- كيج ذا إيلفنت على موقع رولينغ ستون (الإنجليزية)
- كيج ذا إيلفنت على موقع أول ميوزيك (الإنجليزية)
- كيج ذا إيلفنت على موقع ديسكوغز (الإنجليزية)
- الموقع الرسمي
- صفحة كيج ذا إيلفنت على موقع VH1.com
- مقابلة الفرقة في فيرجن ريد روم